# سبخة الجم
سبخة الجم هي سبخة تقع في ولاية صفاقس من الجنوب التونسي، جنوب شرقي مدينة الجم.
| سبخة الجم |